# NBA All-Defensive Team 1970-1980
Cestisti inseriti nell'NBA All-Defensive Team per il periodo 1970-1980

## Elenco
|  | Membri del Naismith Memorial Basketball Hall of Fame |

| Stagione  |                               |                        |                                |                        |
| Stagione  | 1º quintetto                  | 1º quintetto           | 2º quintetto                   | 2º quintetto           |
| Stagione  | Giocatore                     | Squadra                | Giocatore                      | Squadra                |
| --------- | ----------------------------- | ---------------------- | ------------------------------ | ---------------------- |
| 1970-1971 | Dave DeBusschere (3)          | New York Knicks        | John Havlicek (3)              | Boston Celtics         |
| 1970-1971 | Gus Johnson (2)               | Baltimore Bullets      | Paul Silas                     | Phoenix Suns           |
| 1970-1971 | Nate Thurmond (2)             | San Francisco Warriors | Lew Alcindor (2)               | Milwaukee Bucks        |
| 1970-1971 | Walt Frazier (3)              | New York Knicks        | Jerry Sloan (3)                | Chicago Bulls          |
| 1970-1971 | Jerry West (3)                | Los Angeles Lakers     | Norm Van Lier                  | Cincinnati Royals      |
| 1971-1972 | Dave DeBusschere (4)          | New York Knicks        | Paul Silas (2)                 | Phoenix Suns           |
| 1971-1972 | John Havlicek (4)             | Boston Celtics         | Bob Love                       | Chicago Bulls          |
| 1971-1972 | Wilt Chamberlain              | Los Angeles Lakers     | Nate Thurmond (3)              | Golden State Warriors  |
| 1971-1972 | Jerry West (4)                | Los Angeles Lakers     | Norm Van Lier (2)              | Chicago Bulls          |
| 1971-1972 | Walt Frazier (4) (pari)       | New York Knicks        | Don Chaney                     | Boston Celtics         |
| 1971-1972 | Jerry Sloan (4) (pari)        | Chicago Bulls          | Don Chaney                     | Boston Celtics         |
| 1972-1973 | Dave DeBusschere (5)          | New York Knicks        | Paul Silas (3)                 | Phoenix Suns           |
| 1972-1973 | John Havlicek (5)             | Boston Celtics         | Mike Riordan                   | Baltimore Bullets      |
| 1972-1973 | Wilt Chamberlain (2)          | Los Angeles Lakers     | Nate Thurmond (4)              | Golden State Warriors  |
| 1972-1973 | Jerry West (5)                | Los Angeles Lakers     | Norm Van Lier (3)              | Chicago Bulls          |
| 1972-1973 | Walt Frazier (5)              | New York Knicks        | Don Chaney (2)                 | Boston Celtics         |
| 1973-1974 | Dave DeBusschere (6)          | New York Knicks        | Elvin Hayes                    | Capital Bullets        |
| 1973-1974 | John Havlicek (6)             | Boston Celtics         | Bob Love (2)                   | Chicago Bulls          |
| 1973-1974 | Kareem Abdul-Jabbar (3)       | Milwaukee Bucks        | Nate Thurmond (5)              | Golden State Warriors  |
| 1973-1974 | Norm Van Lier (4)             | Chicago Bulls          | Don Chaney (3)                 | Boston Celtics         |
| 1973-1974 | Walt Frazier (6) (pari)       | New York Knicks        | Dick Van Arsdale (pari)        | Phoenix Suns           |
| 1973-1974 | Jerry Sloan (4) (pari)        | Chicago Bulls          | Jim Price (pari)               | Los Angeles Lakers     |
| 1974-1975 | John Havlicek (7)             | Boston Celtics         | Elvin Hayes (2)                | Washington Bullets     |
| 1974-1975 | Paul Silas (4)                | Boston Celtics         | Bob Love (3)                   | Chicago Bulls          |
| 1974-1975 | Kareem Abdul-Jabbar (4)       | Milwaukee Bucks        | Dave Cowens                    | Boston Celtics         |
| 1974-1975 | Jerry Sloan (5)               | Chicago Bulls          | Norm Van Lier (5)              | Chicago Bulls          |
| 1974-1975 | Walt Frazier (7)              | New York Knicks        | Don Chaney (4)                 | Boston Celtics         |
| 1975-1976 | Paul Silas (5)                | Boston Celtics         | Jim Brewer                     | Cleveland Cavaliers    |
| 1975-1976 | John Havlicek (8)             | Boston Celtics         | Jamaal Wilkes                  | Golden State Warriors  |
| 1975-1976 | Dave Cowens (2)               | Boston Celtics         | Kareem Abdul-Jabbar (5)        | Los Angeles Lakers     |
| 1975-1976 | Norm Van Lier (6)             | Chicago Bulls          | Jim Cleamons                   | Cleveland Cavaliers    |
| 1975-1976 | Don Watts                     | Seattle SuperSonics    | Phil Smith                     | Golden State Warriors  |
| 1976-1977 | Bobby Jones                   | Denver Nuggets         | Jim Brewer (2)                 | Cleveland Cavaliers    |
| 1976-1977 | E.C. Coleman                  | New Orleans Jazz       | Jamaal Wilkes (2)              | Golden State Warriors  |
| 1976-1977 | Bill Walton                   | Portland Trail Blazers | Kareem Abdul-Jabbar (6)        | Los Angeles Lakers     |
| 1976-1977 | Don Buse                      | Indiana Pacers         | Brian Taylor                   | Kansas City Kings      |
| 1976-1977 | Norm Van Lier (7)             | Chicago Bulls          | Don Chaney (5)                 | Los Angeles Lakers     |
| 1977-1978 | Bobby Jones (2)               | Denver Nuggets         | E.C. Coleman (2)               | Golden State Warriors  |
| 1977-1978 | Maurice Lucas                 | Portland Trail Blazers | Bob Gross                      | Portland Trail Blazers |
| 1977-1978 | Bill Walton (2)               | Portland Trail Blazers | Kareem Abdul-Jabbar (7) (pari) | Los Angeles Lakers     |
| 1977-1978 | Bill Walton (2)               | Portland Trail Blazers | Artis Gilmore (pari)           | Chicago Bulls          |
| 1977-1978 | Lionel Hollins                | Portland Trail Blazers | Norm Van Lier (8)              | Chicago Bulls          |
| 1977-1978 | Don Buse (2)                  | Phoenix Suns           | Quinn Buckner                  | Milwaukee Bucks        |
| 1978-1979 | Bobby Jones (3)               | Philadelphia 76ers     | Maurice Lucas (2)              | Portland Trail Blazers |
| 1978-1979 | Bob Dandridge                 | Washington Bullets     | M.L. Carr                      | Detroit Pistons        |
| 1978-1979 | Kareem Abdul-Jabbar (8)       | Los Angeles Lakers     | Moses Malone                   | Houston Rockets        |
| 1978-1979 | Dennis Johnson                | Seattle SuperSonics    | Lionel Hollins (2)             | Portland Trail Blazers |
| 1978-1979 | Don Buse (3)                  | Phoenix Suns           | Eddie Johnson                  | Atlanta Hawks          |
| 1979-1980 | Bobby Jones (4)               | Philadelphia 76ers     | Scott Wedman                   | Kansas City Kings      |
| 1979-1980 | Dan Roundfield                | Atlanta Hawks          | Kermit Washington              | Portland Trail Blazers |
| 1979-1980 | Kareem Abdul-Jabbar (9)       | Los Angeles Lakers     | Dave Cowens (3)                | Boston Celtics         |
| 1979-1980 | Dennis Johnson (2)            | Seattle SuperSonics    | Quinn Buckner (2)              | Milwaukee Bucks        |
| 1979-1980 | Don Buse (4) (pari)           | Phoenix Suns           | Eddie Johnson (2)              | Atlanta Hawks          |
| 1979-1980 | Micheal Ray Richardson (pari) | New York Knicks        | Eddie Johnson (2)              | Atlanta Hawks          |